# Aginskoje
Aginskoje (ruski: Агинское) je "selo gradskog tipa" i upravno središte Aginskoburjatskog autonomnog okruga u Čitskoj oblasti u Rusiji. 

## Zemljopisni smještaj
Nalazi se u dolini rijeke Age, koja pripada slivu rijeke Amura. Zemljopisni položaj mu je 51°6′ sjeverne zemljopisne širine i 114°30′ istočne zemljopisne dužine.

## Stanovništvo
Broj stanovnika:
- 1967.:  7.200
- 1991.:  9.200
- 2004.: 12.000

## Povijest
Aginskoje je osnovano 1811. Od glavnog grada Čitske oblasti, Čite je udaljeno dvjesta km samovozom (automobilom). Putujući do njega od Čite, tajga se smjenjiva s beskrajnim stepama, stepe s beživotnim brježuljcima. Ovaj gradić je zapanjujuće veliki kontrast prema zapuštenoj i neodržavanoj gubernijskoj prijestolnici Čiti. U Aginskojem su asfaltirane ceste, nanesene su odgovarajuće oznake, ulice u središtu su čiste, pročelja upravnih i ostalih zgrada su uredno oličena.

## Gospodarstvo
U gradu je pogon prehrambene industrije.

## Vanjske poveznice
- L.I.Borovikov: Aginskoje - selo gradskog tipa  Arhivirana inačica izvorne stranice od 29. siječnja 2008. (Wayback Machine) (na ruskome)